# 茲貝廷
50°22′48″N 25°52′56″E / 50.38000°N 25.88222°E
茲貝廷（烏克蘭語：Збитин），是烏克蘭西部里夫內州杜布諾區的村落，隸屬塞梅杜貝市鎮，茲貝廷卡河在該村附近發源，面積0.658平方公里，海拔高度284米，2001年人口252。